# طعمه سرد ۳
طعمه سرد ۳ (به انگلیسی: Cold Prey 3) یک فیلم اسلشر محصول سال ۲۰۱۰ سینمای نروژ که پیش درآمدی بر قسمت اول این مجموعه طعمه سرد (۲۰۰۶) محسوب می‌شود.
این فیلم بر خلاف قسمت‌های قبلی خود نقدهای منقی دریافت کرد. و تنها ۱۶ درصد از مخاطبان نمونه‌گیری شده توسط راتن تومیتوز واکنش مثبت نشان دادند.

## داستان
گروهی از دوستان جوان به پارک ملی یوتونهیمن سفر می‌کنند. آنها قصد دارند به منطقه‌ای که هتل متروکه‌ای در کوهستان قرار دارد، پیاده‌روی کنند. این مکان که محل ناپدید شدن چندین نفر بود، دوستان پس از انتخاب کمپ در جنگل به جای اقامت در هتل قدیمی، به زودی متوجه می‌شوند که یک قاتل غول پیکر در میان جنگل وجود دارد، و او ممکن است تنها نباشد. فلاش بک‌ها کودکی و جوانی قاتل را در دهه ۱۹۷۰ نشان می‌دهد.